# Dom4J
dom4j est une API Open Source Java permettant de travailler avec XML, XPath et XSLT. Cette bibliothèque est compatible avec les standards DOM, SAX et JAXP.